# バーラム (戦艦)
バーラム (HMS Barham) は、イギリス海軍の戦艦。クイーン・エリザベス級の3番艦。
スコットランド、クライドバンクのジョン・ブラウン造船所で建造された。第一次世界大戦のユトランド沖海戦では、第五戦艦戦隊の旗艦としてドイツ帝国海軍の大洋艦隊と交戦した。第二次世界大戦では、主に地中海戦線で行動した。1941年3月のマタパン岬沖海戦では、地中海艦隊に所属して活躍し、勝利に貢献した。だが同年11月25日、ドイツ国防海軍のUボートから魚雷攻撃を受けて転覆、爆沈した。
艦名はトラファルガーの海戦当時の海軍大臣であり、イギリス海軍の強化に貢献した初代バーラム男爵チャールズ・ミドルトンにちなむ。バーラムと命名されたイギリスの艦艇は4隻あり、この艦は4隻目にあたる。 

## 艦歴

### 第一次世界大戦
就役した直後の1915年12月1日に姉妹艦「ウォースパイト」と衝突し、12月23日まで修理を受けた。1916年、第5戦艦戦隊の旗艦としてエヴァン・トーマス少将が座乗し、姉妹艦3隻（ウォースパイト、マレーヤ、ヴァリアント）を率いてユトランド沖海戦に参加した。クイーン・エリザベス級戦艦は高速戦艦として扱われており、グランドフリートにおいてデイヴィッド・ビーティー提督が率いる巡洋戦艦艦隊の隷下で行動する（ユトランド沖海戦、戦闘序列）。ドイツ帝国海軍の巡洋戦艦「フォン・デア・タン」「ザイドリッツ」「デアフリンガー」と交戦して損傷した。7月まで修理を行った後は1919年まで本国艦隊に所属した。

### 就役後の改装

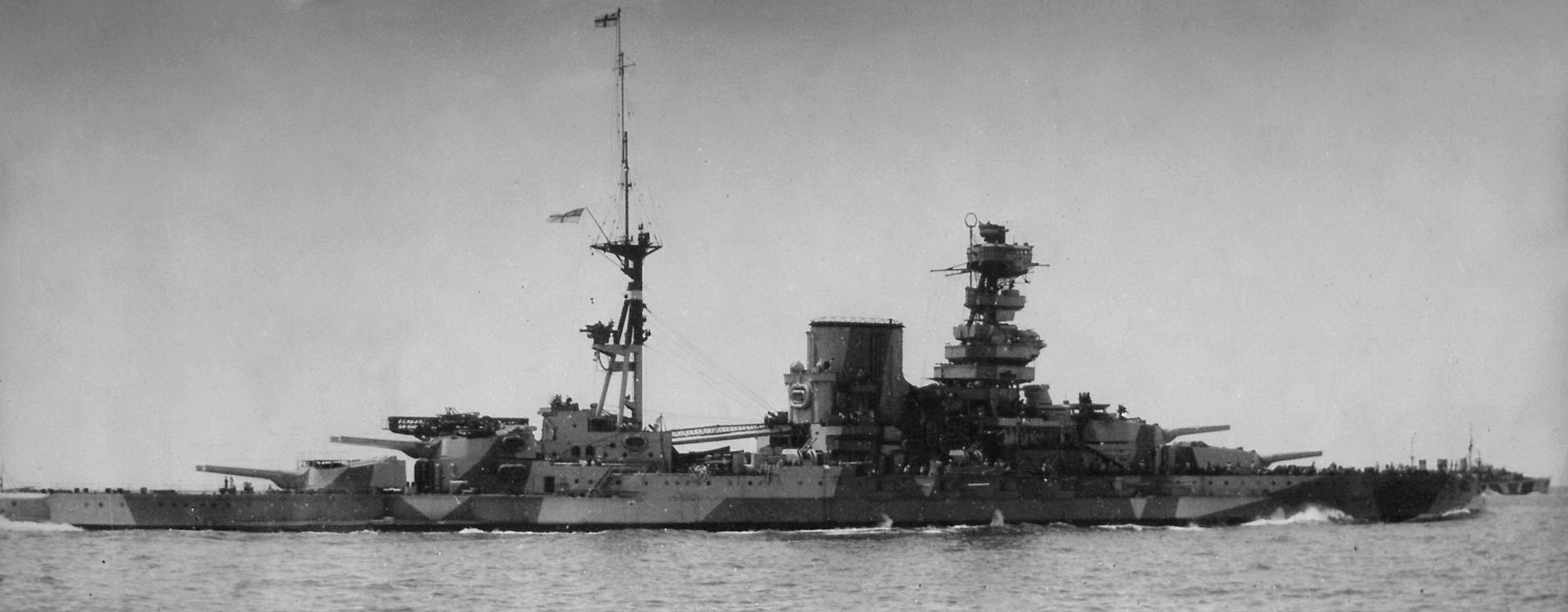
1941年以降に地中海で撮られた近代化改装後の「バーラム」。

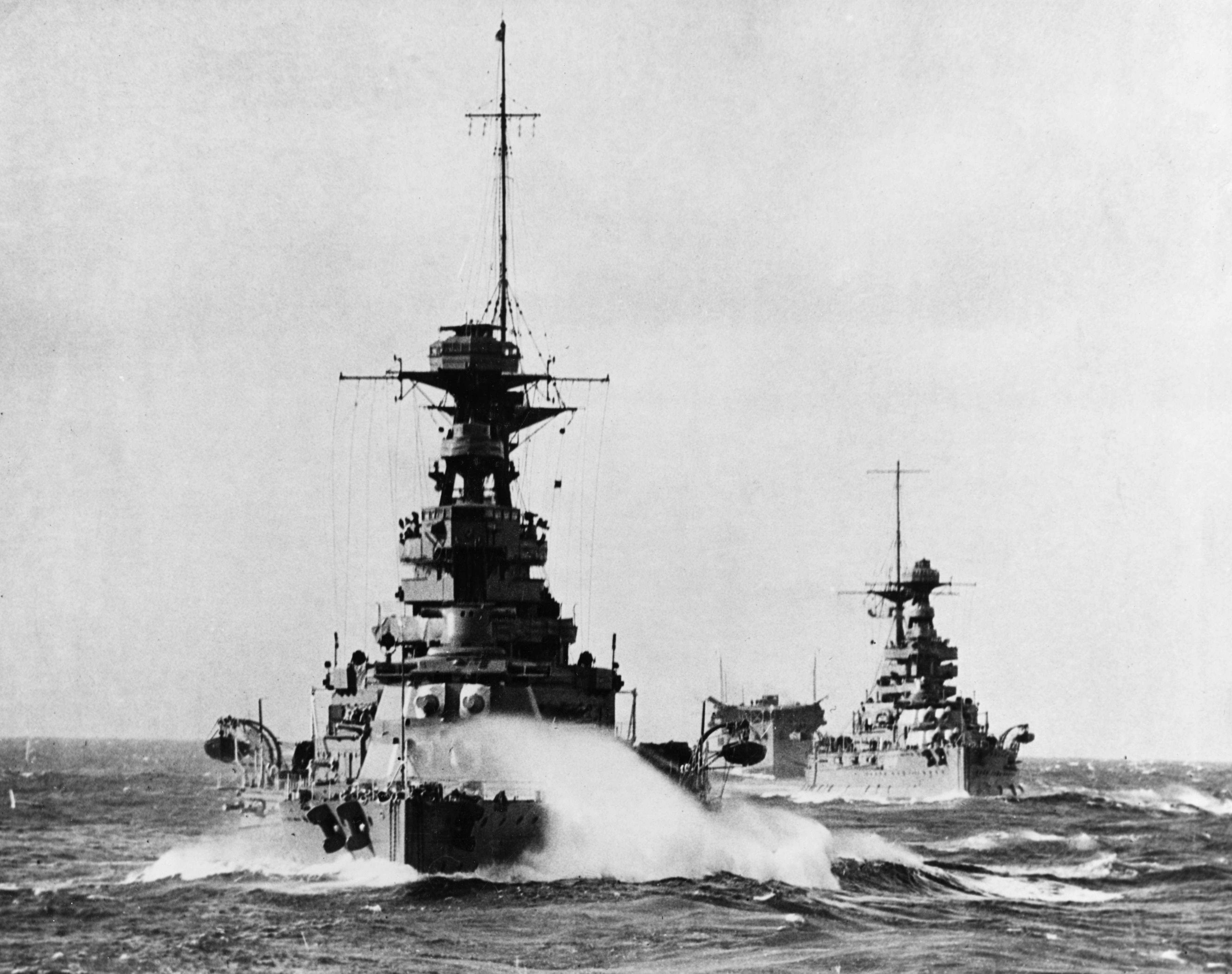
1920年代に撮られた艦隊行動中の「バーラム」。後続の艦は右側が「マレーヤ」。奥の航空母艦は「アーガス」。

就役後の1916年に弾薬庫の上面に25mm装甲が追加された。1918年に2番・3番主砲塔上の陸上機の滑走台が装着されたが1922年までに撤去された。1930年12月から1934年1月にかけて近代化改装が行われた。主甲板の防御強化のために弾薬庫の上部に127mm装甲を貼った。水雷防御の強化のために舷側にバルジを追加した事により艦幅は31.7mに増加し、満載排水量は36,785トンとなった。
外観上の相違点では艦橋の基部が大型化して多層構造となったほか、煙突の形状が2本煙突の上部が結合して1本煙突となった。後部マストも単脚から三脚型に改装された。対空火器の増加が行われ、水上機の運用のために中央部の甲板が大型化し、3番主砲塔上にカタパルトが設置され、水上機の運用のために後部マストの左側にクレーン1基が追加された。1938年に10.2cm高角砲が連装化したのに続き1940年3月に2番主砲塔上に新型の17.8cm20連装ロケット砲1基が装備されたが、1941年には撤去されて12.7mm四連装機銃に換装された。
1940年代にクイーン・エリザベスが行ったのと同様の近代化改装が行われる予定であったが、第二次世界大戦の勃発により果たされなかった。

### 第二次世界大戦
第二次世界大戦において、「バーラム」は大西洋攻防戦および地中海攻防戦に参加した。
1939年12月12日、キンタイア岬沖で駆逐艦「ダッチェス」と衝突し、「ダッチェス」は沈没した。
12月28日、ブリテン諸島の北で、ドイツ国防海軍の潜水艦「U30」（フリッツ・ユリウス・レンプ艦長）に雷撃され損傷した 。
1940年9月下旬、ダカール沖海戦に参加し、ヴィシー政権に属するフランス海軍の新鋭戦艦「リシュリュー」などと交戦した。また、同作戦でフランス潜水艦「ベヴェジール」の雷撃で大破した戦艦「レゾリューション」をフリータウンまで曳航した。
その後、H部隊に編入されマルタに向かう輸送船団の護衛に従事した。1940年の終わりに「バーラム」は地中海艦隊に編入された。

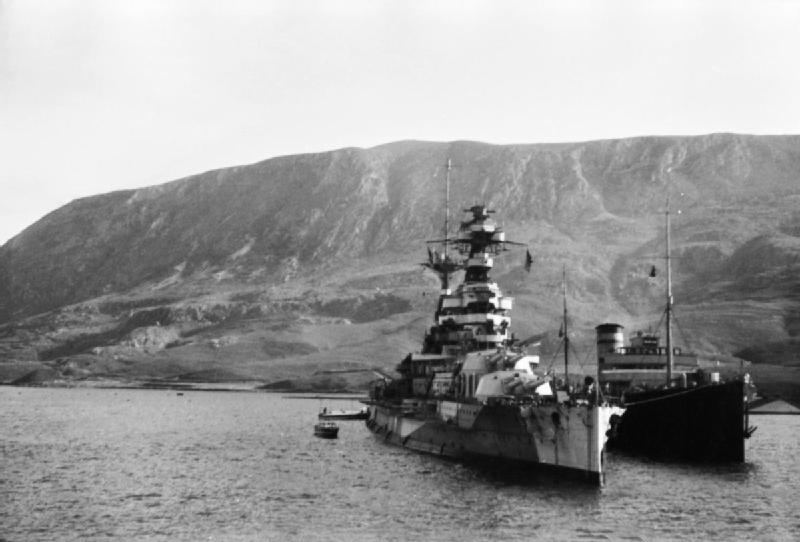
1941年にクレタ島のスダ湾で撮られたバーラム。

1941年1月3日、戦艦「ウォースパイト」「ヴァリアント」やモニター艦などと共にリビアのバルディアに艦砲射撃をおこなった。3月末、マタパン岬沖海戦に参加してイタリア海軍の艦隊を相手に大勝した。
5月26日、クレタ島沖で姉妹艦と共に空母「フォーミダブル」を護衛中、ドイツ国防空軍の第4航空艦隊に所属する双発爆撃機より空襲を受けて損傷した。

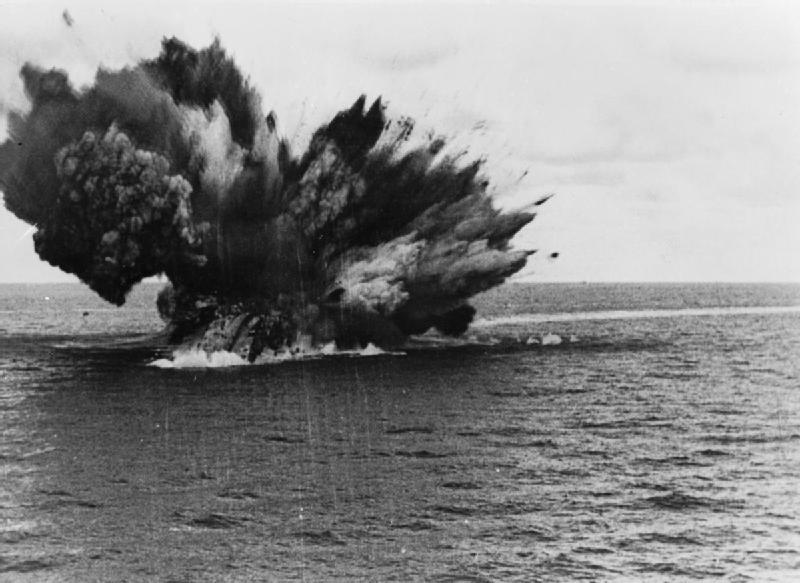
転覆した後に弾薬庫が爆発したバーラム。

11月25日、地中海艦隊の「バーラム」は第一戦闘戦隊の旗艦として、姉妹艦2隻（クイーン・エリザベス、ヴァリアント）と共に行動中、ティーゼンハウゼン中尉率いるドイツ軍潜水艦「U331」の雷撃を受けた。発射された魚雷3本が命中して「バーラム」は左舷側に横転、艦橋部が水面に沈んだ直後に弾薬庫が大爆発を起こして沈没した。乗っていた約1,184名のうち、ジェフリー・クック艦長を含め861名が死亡した。プライダム・ウィッペル提督は救助された。この様子はブリティッシュ・パテのカメラマン、ジョン・ターナーにより映像に収められており、沈没に至る様子を確認する事が出来る。約2週間前にイギリス海軍は空母「アーク・ロイヤル」をUボートの雷撃で喪失しており、「バーラム」の喪失は大きな痛手となった。
ナチス・ドイツは1942年初旬以降、盛んに「Uボートがバーラムを撃沈した」と宣伝した。イギリスも同年1月27日に「バーラム」の喪失を公表した。

## 創作作品への影響
- 『コロネル冲海戦とフォークランド沖海戦（英語版）』（1927年、ウォルター・サマーズ）：第一次世界大戦のコロネル沖海戦とフォークランド沖海戦を再現したドキュメンタリードラマ。イギリス海軍が制作に協力し、クイーン・エリザベス級戦艦がインヴィンシブル級巡洋戦艦を演じる。「バーラム」が巡洋戦艦「インヴィンシブル」を、「マレーヤ」が巡洋戦艦「インフレキシブル」として撮影された[注釈 5]